# 凡人修仙传
《凡人修仙传》是忘语在2008年至2013年间在起点中文网上连载的长篇修仙类网络小说，出版后逐渐成为中国大陆知名的修仙小说之一。2010年，该书的单行本由太白文艺出版社出版。该书已连载完结，共约771万字，内容讲述主角韩立于修仙世界中历经艰险，最终得道成仙的故事。其英译版正于Wuxiaworld连载更新。

## 故事简介
来自普通山村的韩立，经过家中亲戚推荐进入当地的江湖门派七玄门，又被门派中的长老墨居仁看中成为其弟子，每日修炼名为《长春功》的口诀。期间随着同伴的消失而发现师父的可疑之处，另外偶然得到了一瓶能催化药草的绿色药瓶，以及救下门派师兄厉飞雨并与其结为知己。某日与师父摊牌对决，不慎战败，本该遭其毒手却侥幸存活下来，在其合作者余子童口中得知自己练就了一身修仙技能及墨居仁的真相后将其灭口。心想重获自由，但读完师父的遗书后才发现自己被下的毒还没有解完，而且要远行找到其家人才可获得真正解药。得知此事的韩立决定完成师父的遗愿从而拯救自己，从此踏上了修仙之路。

## 影响

### 衍生作品
- 《凡人修仙傳》動畫版（3D版），風起天南（第1、2季）；燕家堡之戰（特別篇）；魔道爭鋒（第1、2季）；再別天南（第1、2季）；初入星海（第1季）；星海飛馳序章；星海飛馳。

於2020根據原作改編的動畫由万維貓動畫公司製作（2020年7月25日首播至今）。
- 凡人修仙传漫画版
  - 由中天创视及广州文道合作推出的，在小说原作基础上改编的漫画。
- 凡人修仙传Online
  - 是2011年由百游汇通开发并运行的MMORPG型网络游戏。
- 凡人修仙传Web
  - 是2012年上海玄霆研发的RPG网页游戏。
- 凡人修仙传单机版
  - 是2013年玄黄工作室开发、广州艾游负责代理和发行的PC单机游戏。
- 凡人修仙传电影
  - 是猫片公司制作的同名电影，原定于2019年公映。[4]
- 凡人修仙传网剧
  - 是优酷和北京金色池塘传媒股份有限公司出品的同名网剧，于2025年7月27日在优酷与Netflix同步播出。